# Ривароло Мантовано
Ривароло Мантовано (итал. Rivarolo Mantovano) је насеље у Италији у округу Мантова, региону Ломбардија.
Према процени из 2011. у насељу је живело 2059 становника. Насеље се налази на надморској висини од 26 м.

## Становништво
Према резултатима пописа становништва 2011. у општини је живело 2.608 становника.
| 1931. | 1936. | 1951. | 1961. | 1971. | 1981. | 1991. | 2001. | 2011. |
| ----- | ----- | ----- | ----- | ----- | ----- | ----- | ----- | ----- |
| 3.809 | 3.882 | 3.950 | 3.434 | 3.029 | 2.899 | 2.792 | 2.792 | 2.608 |